# Odvogín Baldžinňam
Odvogín Baldžinňam nebo Baldžinňam Odvog (* 10. května 1960) je bývalý mongolský zápasník.

## Sportovní kariéra
Pochází z ajmagu Uvs z dörvötské kočovné rodiny. Od dětství se věnoval tradičnímu mongolskému zápasu böch. V tradičním mongolském zápasu je několikanásobným mistrem své země. V roce 1991 vyhrál prestižní turnaj Nádam v Ulánbátaru. Do mongolské samistické a judistické reprezentace byl vybrán počátkem osmdesátých let dvacátého století. V sambu je trojnásobným mistrem světa z let 1985, 1986 a 1990. V judu mu v počátku jeho kariéry nepřála politická situace jeho země. Mongolsko bojkotovalo olympijské hry v Los Angeles v roce 1984 a Asijské hry v Soulu v roce 1986. Do Soulu se podíval až napotřetí v roce 1988 na olympijské hry, kde vypadl ve druhém kole s Nizozemcem Benem Spijkersem. V roce 1989 vybojoval na mistrovství světa v Bělehradě první medaili pro mongolské judo. V roce 1992 startoval na olympijských hrách v Barceloně, kde vypadl ve čtvrtfinále s Polákem Pawłem Nastulou.
Po skončení sportovní kariéry v roce 2000 se věnuje trenérské práci. Patří k nejvýraznějším trenérům v Mongolsku. Jako hlavní trenér mongolské reprezentace připravil v roce 2008 k zisku zlaté olympijské medaile v judu Tüvšinbajara.

## Výsledky

### Judo
| Turnaj            | 1983         | 1984         | 1985         | 1986         | 1987         | 1988         | 1989           | 1990           | 1991           | 1992           |
| Turnaj            | 23           | 24           | 25           | 26           | 27           | 28           | 29             | 30             | 31             | 32             |
| Turnaj            | střední váha | střední váha | střední váha | střední váha | střední váha | střední váha | polotěžká váha | polotěžká váha | polotěžká váha | polotěžká váha |
| ----------------- | ------------ | ------------ | ------------ | ------------ | ------------ | ------------ | -------------- | -------------- | -------------- | -------------- |
| Olympijské hry    |              | —            |              |              |              | úč.          |                |                |                | úč.            |
| Mistrovství světa | 7.           |              | —            |              | úč.          |              | 2.             |                | —              |                |
| Asijské hry       |              |              |              | —            |              |              |                | ?              |                |                |
| Mistrovství Asie  |              | —            |              |              |              | —            |                |                | 3.             |                |

### Sambo
| Turnaj            | 1983 | 1984 | 1985 | 1986 | 1987 | 1988 | 1989 | 1990 |
| Turnaj            | 23   | 24   | 25   | 26   | 27   | 28   | 29   | 30   |
| Turnaj            | -100 | -100 | -90  | -90  | -90  | -90  | -100 | -100 |
| ----------------- | ---- | ---- | ---- | ---- | ---- | ---- | ---- | ---- |
| Mistrovství světa | 2.   | 2.   | 1.   | 1.   | —    | —    | —    | 1.   |